# Macrobunus
Macrobunus is een geslacht van spinnen uit de  familie van de Macrobunidae. 

## Soorten
- Macrobunus backhauseni (Simon, 1896)
- Macrobunus caffer (Simon, 1898)
- Macrobunus chilensis (Simon, 1889)
- Macrobunus madrynensis (Tullgren, 1901)
- Macrobunus multidentatus (Tullgren, 1902)